# Esquema geo URI
El esquema geo URI es un Identificador de Recursos Uniforme  (URI) definido por la Internet Engineering Task Force's RFC 5870 (publicado el 8 de junio de 2010) como:
un Identificador de Recurso Uniforme (URI) para las ubicaciones geográficas que utilizan el esquema de nombre  'geo'. Un geo URI identifica una ubicación física en un sistema de referencia de coordenadas de dos o tres dimensiones, de una forma compacta, simple, legible por humanos y siguiendo un protocolo independiente.
La revisión actual de las especificaciones vCard soportan geo URIs mediante una propiedad "GEO" de vCard, y los estándares GeoSMS emplean URIs para el geoetiquetado de mensajes de SMS. Los dispositivos basados en Android soportan geo URIs, a pesar de que su implementación está basada en una revisión del borrador de la especificación, y utilizan un conjunto diferente de parámetros URIs y cadenas de búsquedas.
Un geo URI no debe ser confundido con el sitio GeoUrl (que implementa direcciones ICBM).

## Ejemplo
Un sencillo geo URI podría ser:
geo:37.786971,-122.399677
dónde los dos valores numéricos representan latitud y longitud respectivamente, y están separados por una coma. Si una tercera coma está presente, el valor separado representa la altitud. Las coordenadas en los hemisferio sur y occidental, así como altitudes por debajo del sistema de referencia de coordenadas (profundidades), se expresan mediante números negativos con un guion inicial. El geo URI también permite un valor opcional "de incertidumbre" (uncertainty), separado por un punto y coma, representando la incertidumbre de la ubicación en metros, y se introduce utilizando el parámetro URI "u". Un geo URI con un parámetro de incertidumbre aparecerá como sigue:
geo:37.786971,-122.399677;u=35
Un geo URI podría, por ejemplo, ser incluido en una página web, mediante HTML:
<a href="geo:37.786971,-122.399677;u=35">Cuarteles generales de Wikimedia</a>
de modo que un agente geo URI tal como un navegador de web podría lanzarlo en el servicio cartográfico elegido por el usuario; o puede ser utilizado en un canal Atom o en un archivo XML.

## Sistemas de referencia de coordenadas
El sistema de referencia de coordenadas (CRS, por sus siglas en inglés) empleado por defecto es el World Geodetic System 1984 (WGS-84) para el planeta Tierra, no obstante, una vez definidos, se pueden especificar otros CRSs empleando el parámetro URI "crs", separado también por un punto y coma. Dichos CRSs pueden incluir tanto sistemas de coordenadas terrestres como otros de coordenadas no terrestres, tales como sistemas de coordenadas para la Luna o Marte.
Un geo URI para un hipotético CRS lunar creado en 2011 podría ser:
geo:37.786971,-122.399677;crs=moon-2011;u=35
El orden de separación de parámetros mediante el punto y coma es particularmente importante. Mientras que otros campos textuales y parámetros futuros pueden introducirse en cualquier orden, los parámetros 'crs' y 'u' deben ir primeros. Si ambos se emplean juntos, el 'crs' debe preceder al 'u'. Todos los parámetros son insensibles al uso de mayúsculas o minúsculas, por lo que el ejemplo anterior equivale a:
geo:37.786971,-122.399677;crs=moon-2011;u=35